# Licuala spinosa
Licuala spinosa es una especie de la familia de las arecáceas.

## Distribución
Es originaria de Asia distribuidas en Hainan e Indochina hasta las Filipinas.

## Descripción
Se trata de una especie de hoja perenne del sudeste asiático, que alcanza 6 m de alto con una extensión de 3 m. Tiene macollas de tallos delgados y frondes laciniadas como los radios de una rueda, de 1 m de diámetro, y frutos abayados de un naranja claro que brotan en una inflorescencia arqueada de hasta 2,4 m de largo.

## Taxonomía
Licuala spinosa fue descrita por Hermann Wendland y publicado en Verhandelingen van het Bataviaasch Genootschap van Kunsten en Wetenschappen 2: 474. 1780.
Etimología
Licuala: nombre genérico que procede de la latinización del nombre vernáculo, leko wala, supuestamente utilizado para Licuala spinosa en Makassar, Sulawesi. (J. Dransfield, N. Uhl, C. Asmussen, W.J. Baker, M. Harley and C. Lewis. 2008)
spinosa: epíteto latino que significa "con espinas".
Sinonimia
- Corypha pilearia Lour. (1790).
- Licuala ramosa Blume in J.J.Roemer & J.A.Schultes (1830).
- Licuala horrida Blume (1838).
- Licuala pilearia (Lour.) Blume (1838).
- Licuala acutifida var. peninsularis Becc. (1921).[1][4]